# Bromance (album)
Bromance è un album collaborativo dei rapper italiani Mecna e CoCo, pubblicato il 22 ottobre 2021 dalla Virgin Records e dalla Universal.

## Tracce
Testi di Corrado Grilli e Corrado Migliaro.
1. Bromance – 2:55 (musica: Marco Ferrario)
2. Zombie – 3:04 (musica: Andrea Barbara)
3. XXO – 3:05 (musica: Pasquale Renella)
4. Sali su – 2:57 (musica: Guido Parisi)
5. Vita normale – 2:28 (musica: Luca Barker, Valerio Bulla)
6. Amici – 4:46 (musica: Guido Parisi)
7. La più bella – 3:21 (musica: Marco Ferrario)
8. Longsleeve – 2:58 (musica: Andrea Barbara)
9. Anima – 3:37 (musica: Guido Parisi)
10. Calendario – 3:15 (musica: Marco Ferrario)
11. Chicago – 3:47 (musica: Alessandro Cianci, Pierfrancesco Pasini)
12. Alla fine – 2:47 (musica: Luca Barker, Valerio Bulla)

Traccia bonus nella riedizione digitale
1. Tilt (feat. Sangiovanni) – 3:27 (testo: Corrado Grilli, Corrado Migliaro, Fabio Caterino – musica: Marco Ferrario, Andrea Ciaudano)

## Classifiche
| Classifica (2021) | Posizione massima |
| ----------------- | ----------------- |
| Italia            | 5                 |